# Brodek u Přerova
Brodek u Přerova är en köping i Tjeckien.   Den ligger i regionen Olomouc, i den östra delen av landet, 220 km öster om huvudstaden Prag. Brodek u Přerova ligger 207 meter över havet och antalet invånare är 1 972.
Terrängen runt Brodek u Přerova är platt.Runt Brodek u Přerova är det ganska tätbefolkat, med 120 invånare per kvadratkilometer. Närmaste större samhälle är Přerov, 8,7 km öster om Brodek u Přerova. Trakten runt Brodek u Přerova består till största delen av jordbruksmark.